# Luis Méndez de Haro y Sotomayor
Luis Méndez de Haro y Sotomayor fue un noble español que desempeñó el cargo de asistente de Sevilla entre 1609 y 1613. 

## Biografía
Fue gentilhombre de boca, caballero de Calatrava, capitán general del Reino de Sevilla (Corona de Castilla) y caballerizo de las Reales de Córdoba. Estuvo casado con Beatriz de Haro y Sotomayor, IV marquesa del Carpio. No debe confundirse con su nieto Luis Méndez de Haro y Guzmán (1598 – 1661), VI marqués del Carpio.Fruto de este matrimonio nacería Diego (-1648). En 1607 quedó viudo.
Entre 1609 y 1613 fue asistente de Sevilla.